# Bałuty
Bałuty er indbyggertalsmæssigt den største administrative region i Łódź. Den har et areal på 78,9 km², og beboes af 220.182 mennesker (2005). Indenfor regionens grænser findes blandt andet Den nye jødiske kirkegård, varehuset Manufaktura og Łagiewnikiskoven.

## Historie
Under byens dynamiske udvikling i 1800-tallet var den demografiske udviklingen ikke samstemt med udvidningen af byterritoriet. Derfor bosatte immigranterne sig i de nærliggende landsbyer. 
I 1915 blev Bałuty, datidens største landsby i Europa (100.000 indbyggere)[kilde mangler], indlemmet i Łódź. Den administrative bydel "Bałuty" blev oprettet den 1. januar 1954 som en af syv fastsatte bydele. I 1960 blev den forstørret så hele Bałutys historiske område blev indlemmet i bydelen med samme navn. Den 1. januar 1993 blev inddelingen i bydele formelt ophævet, og Bałuty blev en administrativ region.
51°48′N 19°24′Ø / 51.8°N 19.4°Ø